# Austrozele koreanus
Austrozele koreanus är en stekelart som beskrevs av Van Achterberg 1993. Austrozele koreanus ingår i släktet Austrozele och familjen bracksteklar. Inga underarter finns listade.